# Macrostomus dolichocerus
Macrostomus dolichocerus är en tvåvingeart som beskrevs av Mario Bezzi 1905. Macrostomus dolichocerus ingår i släktet Macrostomus och familjen dansflugor. Inga underarter finns listade i Catalogue of Life.